# (17608) Terezín
(17608) Terezín ist ein Asteroid des Hauptgürtels, der am 12. Oktober 1995 vom tschechischen Astronomen Miloš Tichý am Kleť-Observatorium (IAU-Code 046) entdeckt wurde.
Der Asteroid wurde nach der Stadt Terezín (deutsch Theresienstadt) im Okres Litoměřice (Bezirk Leitmeritz) in Tschechien benannt, die durch das Konzentrationslager Ghetto Theresienstadt bekannt wurde.